# Przekłady Literatur Słowiańskich
„Przekłady Literatur Słowiańskich” (PLS) – czasopismo wydawane przez Wydawnictwo Uniwersytetu Śląskiego, poświęcone zagadnieniom przekładu artystycznego w ramach języków południowo- i zachodniosłowiańskich, widzianym w perspektywie teoretycznej, historycznoliterackiej i historycznokulturowej.
Czasopismo zostało założone przez profesor Bożenę Tokarzową w 2009 roku (początkowo ukazywało się jako wydawnictwo ciągłe, a w 2012 roku zostało przekształcone w czasopismo) w Zakładzie Teorii Literatury i Translacji Instytutu Filologii Słowiańskiej na Wydziale Filologicznym Uniwersytetu Śląskiego (początkowo ukazywało się jako wydawnictwo ciągłe, a w 2012 roku zostało przekształcone w czasopismo).
Czasopismo jest indeksowane w bazach: 
- BazHum
- CEEOL
- CEISH
- ICI Journals Master List
- Erih Plus

## Profil czasopisma
Ze względu na fakt, iż słowiańscy sąsiedzi, pomimo spokrewnienia językowego, pozostają bardzo często dla siebie nieznani i dalecy, autorzy wprowadzają często trzecią, niesłowiańską kulturę w krąg swoich zainteresowań ze względu na funkcjonowanie literatur słowiańskich w komunikacji międzykulturowej, uwarunkowanej politycznie, społecznie i artystycznie. Dlatego czasopismo zaprasza do współpracy badaczy nie będących slawistami, dzięki czemu możliwe jest poszerzenie perspektywy badawczej i prezentacja rozmaitych ujęć w badaniach translatorycznych. Wszystko to tworzy nowy kontekst dla badań nad literaturami słowiańskimi w przekładzie. Czasopismo „Przekłady Literatur Słowiańskich” rozwija się we współpracy z polskim środowiskiem przekładoznawczym (m.in. Bielsko-Biała, Gdańsk, Kraków, Lublin, Poznań, Szczecin, Warszawa, Wrocław) i z ośrodkami zagranicznymi (Bułgaria, Chorwacja, Czechy, Macedonia, Serbia, Słowacja i Słowenia). Jest recenzowane, ma zasięg ogólnopolski, a także wzbudza zainteresowanie w ośrodkach uniwersyteckich za granicą.

## Tematyka
Tematyka poszczególnych numerów obejmuje zarówno rejestrację wydań i recepcji przekładów, jak również studia dotyczące:
1. specyfiki przekładu w granicach języków blisko spokrewnionych,
2. przekładu jednej kultury na drugą za pośrednictwem medium literatury,
3. roli przekładu w badaniach komparatystycznych i w studiach nad recepcją literatur słowiańskich w świecie,
4. zagadnień podejmowanych w najnowszych badaniach translatologicznych[2].

## Struktura czasopisma
Ze względu na podjętą dwutorowość badań, założenie dokumentacyjno-socjologiczne (bibliografia przekładów literatur słowiańskich na język polski i literatury polskiej na języki słowiańskie oraz ich recepcja) oraz założenie krytyczno-interpretacyjne (służące uogólnieniom teoretycznym), poszczególne tomy są wydawane w dwóch częściach. Każdy tom składa się z części: problemowej i bibliograficznej w zakresie przekładów polsko-słowiańskich (z literatury polskiej na języki: bułgarski, chorwacki, czeski, macedoński, serbski, słowacki i słoweński) i słowiańsko-polskich (z literatur słowiańskich na język polski) oraz bibliografii przekładów opublikowanych po 1990 roku (bibliografia obejmująca lata wcześniejsze będzie uzupełniana później). Celem publikacji, pierwszej tego typu w środowisku slawistycznym (z wyjątkiem rusycystycznego), jest wydobycie różnic, podobieństw i dróg wzajemnego dialogu między kulturami słowiańskimi oraz stworzenie podstaw dla komparatystyki słowiańskiej.
Do każdego artykułu dołączone są dwa streszczenia (w języku angielskim i w języku słowiańskim, którego literatury i kultury dotyczy tekst), abstrakt w języku angielskim oraz słowa kluczowe w językach angielskim i odpowiednim języku słowiańskim.